# Adiel Dupont
Adiel Dupont (Schorisse, 7 juni 1922 - Nukerke, 6 oktober 2007) was een Belgisch senator.

## Levensloop
Dupont werd beroepshalve advocaat.
Hij werd eveneens politiek actief voor de CVP en werd voor deze partij provincieraadslid van Oost-Vlaanderen. Tevens zetelde hij van 1974 tot 1977 in de Belgische Senaat als rechtstreeks verkozen senator voor het arrondissement Oudenaarde-Aalst. In de periode april  1974-april 1977 had hij als gevolg van het toen bestaande dubbelmandaat ook zitting in de Cultuurraad voor de Nederlandse Cultuurgemeenschap, die op 7 december 1971 werd geïnstalleerd en de verre voorloper is van het Vlaams Parlement.
Zijn zoon Luc Dupont werd burgemeester van Ronse.